# Neuromarketing

Eine Werbebotschaft stimuliert den Hypothalamus

Als Neuromarketing wird die Anwendung des neuroökonomischen Ansatzes im Rahmen absatzwirtschaftlicher Fragestellungen bezeichnet. Während die Neuroökonomie versucht, ökonomische Entscheidungsprozesse unter Zuhilfenahme von neurowissenschaftlichen Methoden zu verstehen und zu erklären, wendet Neuromarketing dieselben Methoden sowie die aus der Neuroökonomie stammenden Erkenntnisse an, um Marketingprozesse zu optimieren. Neuromarketing ist damit ein interdisziplinäres Forschungsgebiet im Bereich der Marktforschung, an der Schnittstelle zwischen Marketing und Neuroökonomie.

## Annahmen
Die dem Neuromarketing zugrunde liegende Kernannahme besagt, dass ökonomische Entscheidungen zu großen Teilen auf unbewusst ablaufenden Prozessen beruhen.
…die meisten Entscheidungen werden sehr stark durch Emotionen bestimmt und sind weit weniger rational …, als wir glauben. …
Dies hat zur Folge, dass sich Konsumenten nicht über alle beeinflussenden Motive für eine Kaufentscheidung bewusst sind und dass sie demzufolge auch bei größtmöglicher Kooperationsbereitschaft keine Auskunft über diese geben können.
Durch den Einsatz neurokognitiver Methoden erhofft man sich einen direkteren Zugang zum menschlichen Gehirn, als er mit klassischen Marktforschungsinstrumenten möglich ist, um daraus Informationen über besagte unbewusst ablaufenden Prozesse ableiten zu können. Neuromarketing soll also die Prozesse und Zustände im Organismus des Konsumenten beobachtbar und messbar machen.

## Methoden
Im Neuromarketing werden am häufigsten nicht-invasive neurophysiologische Untersuchungsmethoden wie die Elektroenzephalografie (kurz EEG) und die funktionelle Magnetresonanztomografie eingesetzt. Letztere eignet sich aufgrund der mit einer Studie verbundenen Kosten jedoch oft nur für finanzstarke Unternehmen. Beide Methoden werden gern mit anderen psychologischen Methoden wie beispielsweise der Hautleitfähigkeitsmessung, der Blickbewegungsmessung oder der Messung der Herzfrequenz kombiniert. Als ökonomische Alternative zu diesen Methoden kommt häufig auch Eye-Tracking zum Einsatz.

## Ziele
Neuromarketing im Unternehmenskontext hat das Ziel, Marketingmaßnahmen wie Werbung, Markenführung oder Produktinformationen, aber auch die Zielgruppensegmentierung und Werbeplatzierung sowohl im Hinblick auf klassische als auch Online-Vertriebskanäle zu optimieren, um die Kaufentscheidungen potenzieller Kunden zu beeinflussen. Dabei findet es insbesondere im Bereich der Produkteinführung verstärkt Einsatz.

## Kritik
Die Genauigkeit und Aussagekraft neurowissenschaftlicher Messungen wird kontrovers diskutiert. Dies hat dazu geführt, dass die Aussagekraft der im Neuromarketing verwendeten Methoden selbst zum Untersuchungsgegenstand geworden ist.
Auch Verbraucherschützer melden Bedenken an. So wird befürchtet, dass das Neuromarketing das Ende des selbstbestimmten Konsumenten einläuten könnte. Durch Zunahme der Konsumkredite geraten immer mehr Verbraucher in finanzielle Schwierigkeiten. Streitgegenstand ist der freie Wille des Konsumenten, der durch das neuronale Marketing bedroht scheint.

## Zeitschriften
- Journal of Neuroscience, Psychology, and Economics – The premier neuroeconomics publication venue
- NeuroPsychoEconomics – Das deutsche Neuroökonomie-Journal